# Audioguide

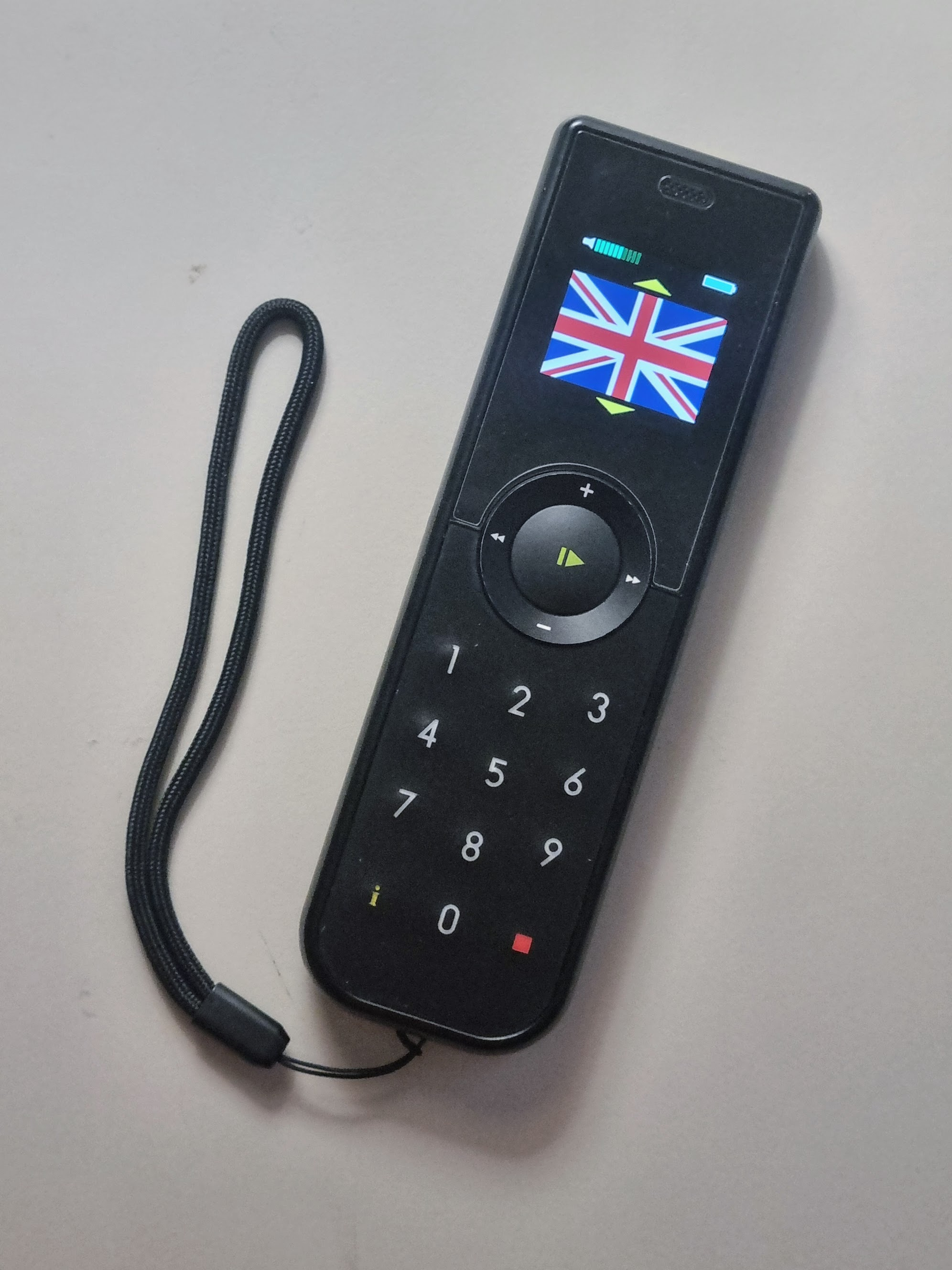
Un appareil audio-guide portable réglé en anglais.

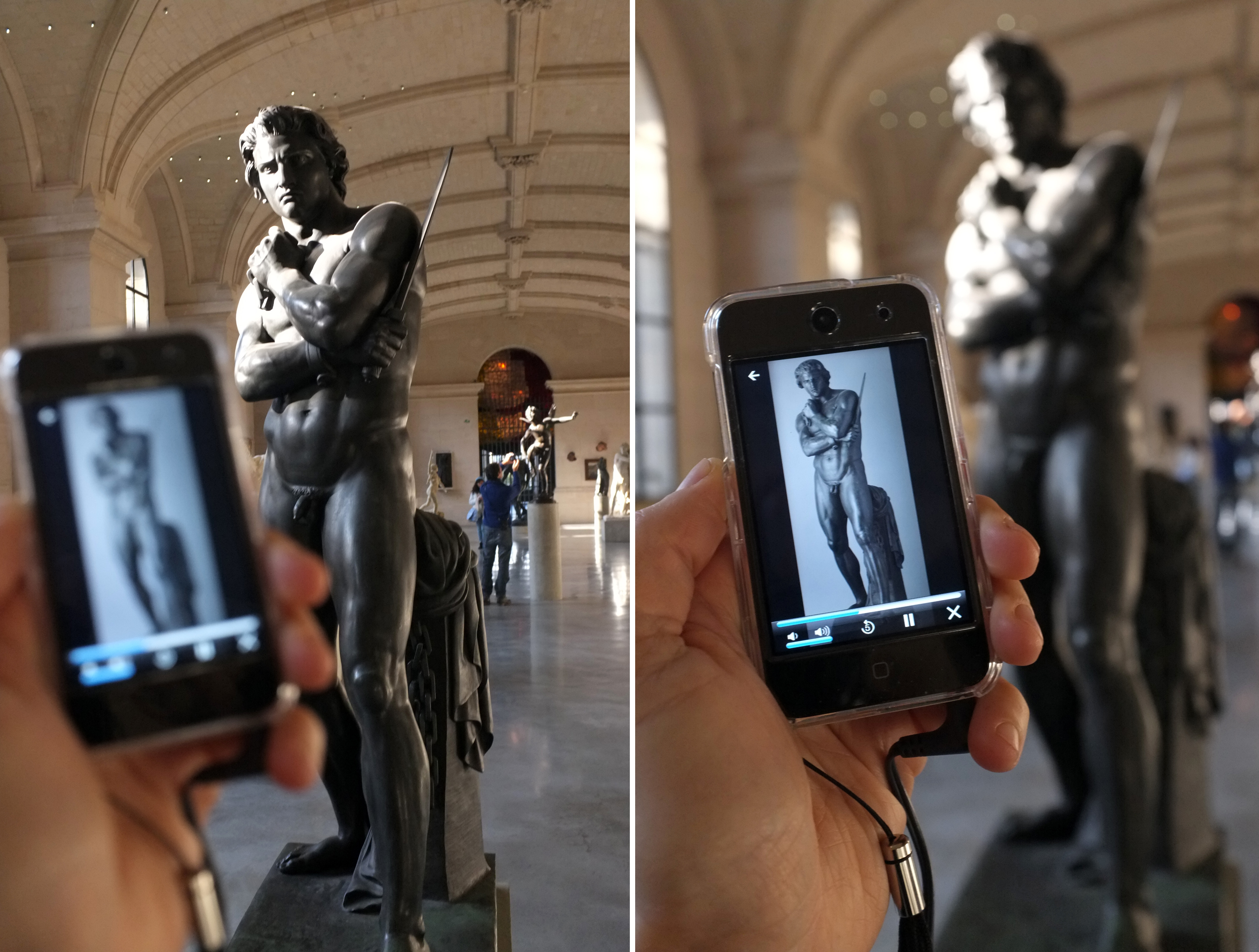
L'audioguide offre une autre manière de voir l’œuvre, ici présentée sur écran et dans son contexte muséographique (sculpture de Denis Foyatier datée de 1847).

 (mai 2023).
Si vous disposez d'ouvrages ou d'articles de référence ou si vous connaissez des sites web de qualité traitant du thème abordé ici, merci de compléter l'article en donnant les références utiles à sa vérifiabilité et en les liant à la section « Notes et références ».
L'audioguide est un système, traditionnellement loué par les exploitants d'un site touristique, pour permettre à leur clients d'en faire la visite guidée grâce à un baladeur audio délivrant le commentaire dans un casque, comme le ferait un guide culturel. 

## Histoire, tendances
Les premiers audioguides étaient sur cassette ; ils utilisent désormais des formats numériques. Le premier audioguide MP3 a vu le jour en 1997.
Les dernières générations sont devenues de véritables guides touristiques électroniques. 
Le concept de VDA (Visitor Digital Assistant) correspond à un appareil dédié ressemblant à un assistant personnel (PDA) mais comportant des fonctionnalités propres à une utilisation par un public de visiteurs (chargement en rack, mise à jour en parallèle, etc). Les plus sophistiqués intègrent un GPS, ce qui permet d'adapter automatiquement le commentaire à l'endroit où est situé le visiteur, voire de déterminer ses centres d'intérêt en tenant compte de paramètres tels que la direction du regard, la durée, la répétition sur position.

## Typologie
Aujourd'hui les audioguides peuvent se classer en trois catégories :
- les audioguides classiques qui se présentent sous forme de combinés plus ou moins sophistiqués selon les fabricants.

- les VDA, les « compagnons numériques » qui sont des mini-tablettes (principalement sous Android).

- les applications pour smartphones.

Au-delà des caractéristiques techniques des appareillages, l'audioguide a vu ses moyens de diffusion considérablement évoluer via les nouvelles technologies (mobile, Web, réseaux sociaux…).
De nombreux sites proposent aujourd'hui ce type de contenu sur support MP3 en téléchargement, payant ou gratuit.